# Leonard Neuger
Leonard Neuger (ur. 2 kwietnia 1947 w Krakowie, zm. 9 lipca 2021 tamże) – polski slawista i tłumacz pochodzenia żydowskiego, działacz opozycji demokratycznej w PRL, członek NSZZ „Solidarność”, w latach 1983–2015 przebywający w Szwecji, profesor i dyrektor Instytutu Slawistyki Uniwersytetu w Sztokholmie.

## Życiorys
Od 1965 studiował polonistykę na Uniwersytecie Jagiellońskim. Uczestniczył w protestach studenckich w marcu 1968, był członkiem komitetu strajkowego studentów uczelni krakowskich. Za swoją działalność został aresztowany pod koniec kwietnia 1968 i we wrześniu tegoż roku skazany na karę 10 miesięcy pozbawienia wolności i grzywnę w kwocie 4000 zł. Ostatecznie powrócił na studia i w 1970 obronił pracę magisterską napisaną pod kierunkiem Kazimierza Wyki. W latach 1970–1974 pracował jako nauczyciel języka angielskiego w IV Liceum Ogólnokształcącym im. Tadeusza Kościuszki w Krakowie. Od 1974 pracował w Instytucie Literatury i Kultury Polskiej Uniwersytetu Śląskiego w Katowicach. Tam w 1978 obronił pracę doktorską Kazimierz Wyka jako krytyk literacki w latach powojennych napisaną pod kierunkiem Ireneusza Opackiego.
Od 1980 był członkiem NSZZ „Solidarność”. Kierował Komisją Zakładową Związku w swoim miejscu pracy. W 1981 został redaktorem pisma Tygodnik Katowicki, wydawanego poza cenzurą przez Region Śląsko-Dąbrowski NSZZ „Solidarność”. Po ogłoszeniu stanu wojennego został internowany w dniu 18 grudnia 1981. Przebywał w zakładach karnych w Szerokiej i Uhercach. Został zwolniony w czerwcu 1982, ale uniemożliwiono mu powrót do pracy na uniwersytecie.
W kwietniu 1983 wyemigrował do Szwecji. W tym samym roku rozpoczął pracę w Instytucie Slawistyki Uniwersytetu w Sztokholmie. Od 1995 pracował tam jako profesor języka i literatury polskiej, w 2003 został dyrektorem Instytutu Slawistyki. W 2012 przeszedł na emeryturę. Od 2015 z powrotem mieszkał w Polsce.
Był członkiem Stowarzyszenia Pisarzy Polskich do sierpnia 2020 roku.
Zmarł 9 lipca 2021 w Krakowie. Został pochowany 20 lipca 2021 na Nowym Cmentarzu Żydowskim w Krakowie.

## Książki
- Dosyć żartów (1993)

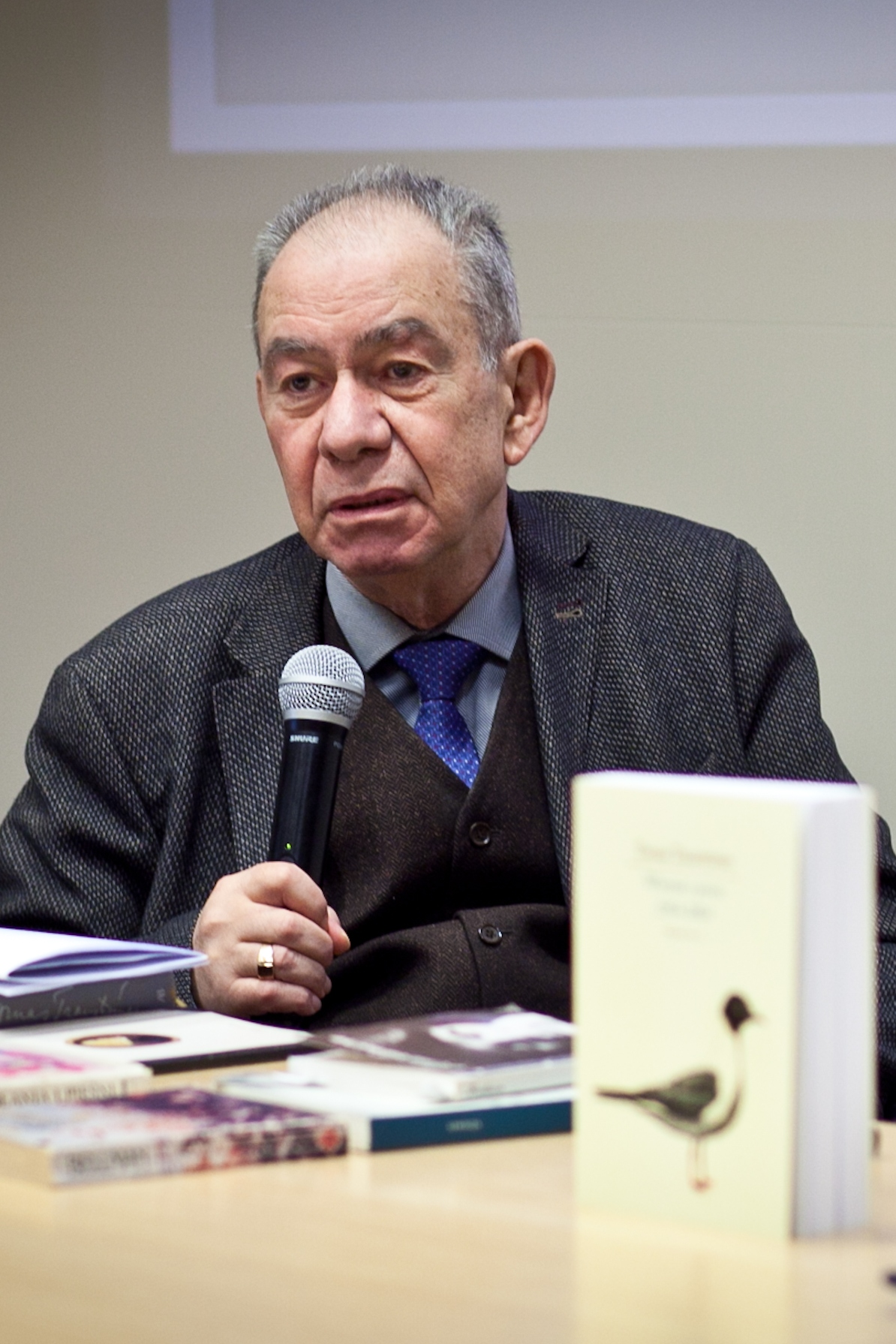
Leonard Neuger, 2019

- Pomysły do interpretacji. Studia i szkice o literaturze polskiej (1997)
- Z perspektywy tłumacza. Szkice o poezji szwedzkiej (1997)
- Ćwiczenia z wrażliwości. Duże i małe szkice literackie (2006)
- Zwierciadło. Andriej Tarkowski w rozmowie z Jerzym Illgiem i Leonardem Neugerem (2016)

## Tłumaczenia
- Carl Michael Bellman, Fredmanowe Posłania i Pieśni (1991)
- Magnus Florin(inne języki), Ogród (1999)
- Katarina Frostenson, 4 monodramy; Sala P (1999)
- Harry Martinson, Poezje wybrane (1995; wraz z Januszem Bogdanem Roszkowskim)
- Rita Tornborg, Imieniny Salomona (1993)
- Tomas Tranströmer, Dziki rynek; Żywym i umarłym (1989)
- Tomas Tranströmer, Moja przedmowa do ciszy (1992)
- Tomas Tranströmer, Muzeum motyli (1994)
- Tomas Tranströmer, Gondola żałobna (1996)
- Tomas Tranströmer, Wiersze i proza 1954–2004 (2012 - z Magdaleną Wasilewską-Chmurą)
- Marcia Sá Cavalcante Schuback, Pochwała nicości. Eseje o hermeneutyce filozoficznej (2008)
- Eric Johan Stagnelius, Elegie (1991)

## Nagrody i odznaczenia
- Stiftelsen Natur & Kulturs översättarpris, przyznana przez Akademię Szwedzką (1990)
- Svensk-Polsk Samfundets Pris (1991)
- Författarfondens Premium (1992)
- Krzyż Oficerski Orderu Zasługi Rzeczypospolitej Polskiej (M.P. z 1995, nr 31, poz. 365)
- Krzyż Komandorski Orderu Zasługi Rzeczypospolitej Polskiej (M.P. z 2004, nr 48, poz. 819)
- Profesor Honorowy Uniwersytetu Śląskiego (2011)
- Krzyż Wolności i Solidarności (2014)
- Svenska Akademiens pris för översättning av svensk literatur (2017)